# تیم ملی فوتبال بوتان
تیم ملی فوتبال بوتان نماینده کشور بوتان در مسابقات بین‌المللی و آسیا است که زیر نظر فدراسیون فوتبال بوتان فعالیت می‌کند.
اولین بازی رسمی این تیم در تاریخ ۱ آوریل ۱۹۸۲ میلادی در برابر تیم ملی فوتبال نپال برگزار شده‌است.

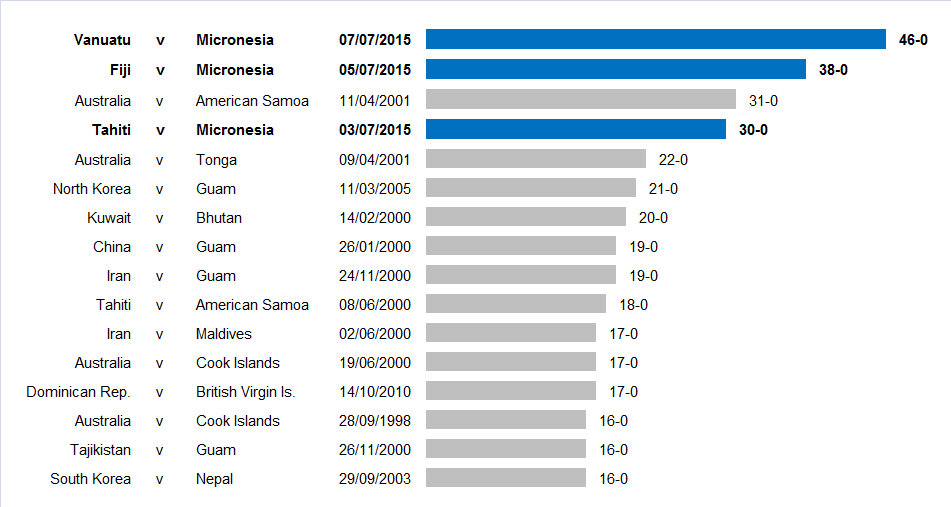
A bar chart illustrating the largest margins of victory in international football since 1997.

یکی ازبدترین تیم ملی جهان کشور بوتان است